# Hoa hậu Hoàn cầu 2020
Hoa hậu Hoàn cầu 2020 là cuộc thi Hoa hậu Hoàn cầu lần thứ 96 được tổ chức tại Tirana, Albania vào ngày 12 tháng 11 năm 2020. Hoa hậu Hoàn cầu 2019 - Alejandra Díaz de León Soler đến từ Mexico đã trao lại vương miện cho người kế nhiệm, cô Lorinda Kolgeci đến từ Kosovo.

## Kết quả
| Kết quả               | Thí sinh |
| --------------------- | --- |
| Hoa hậu Hoàn cầu 2020 | - Kosovo - Lorinda Kolgeci |
| Á hậu 1               | - Siberia - Evgeniya Matveeva |
| Á hậu 2               | - Ghana - Naomi Chioma Anene |
| Á hậu 3               | - Brazil - Thawany Aparecida De Faria |
| Á hậu 4               | - Philippines - Rowena Lucero Sáuluya (§) |
| Top 15                | - Albania - Iljada Baci - Canada - Arshdeep Purba - Cộng hòa Séc - Nikola Kokyová - Estonia - Eliise Randmaa - Ý - Nadia Carrieri - Montenegro - Andrijana Nina Delibašić - Bắc Macedonia - Angela Jakimovska - New Zealand - Gazelle Garcia - Thụy Điển - Rebecka Enholm - Ukraine - Yuliia Rybchuk |

§ - Thí sinh chiến thắng giải thưởng People's Choice

## Các giải thưởng đặc biệt
| Giải thưởng           | Thí sinh                                                               |
| --------------------- | ---------------------------------------------------------------------- |
| Miss Friendship       | - Nam Phi - Chimonay Botha                                             |
| Best National Costume | - Tatarstan - Miliausha Galimova                                       |
| Miss Bikini           | - Colombia - Laura Viviana Renteria                                    |
| Miss Fashion          | - Tây Ban Nha - Anna Ferretti                                          |
| Miss Dream Girl       | - Pháp - Elise Jeanningros                                             |
| Miss Elegance         | - Cộng hòa Séc - Nikola Kokyová                                        |
| Miss Golden Girl      | - Ba Lan - Wiktoria Wiśniewska                                         |
| Miss Social Media     | - Hà Lan - Alissa van der Lei                                          |
| People's Choice       | - Philippines - Rowena Lucero Sasuluya                                 |
| Miss Photogenic       | - Albania - Iljada Baci                                                |
| Miss Talent           | - Nga - Angelina Gorbunova                                             |
| Miss Tourism Globe    | - Haiti - Merlie Fleurizard                                            |
| Winning Photoshoot    | - Ghana - Naomi Chioma Anene - Zimbabwe - Paidamoyo Moreblessing Mangi |
| Head to Head          | - New Zealand - Gazelle Garcia                                         |

## Thí sinh tham gia
Cuộc thi có tổng cộng 42 thí sinh tham gia:
| Quốc gia/Vùng lãnh thổ | Thí sinh                     |
| ---------------------- | ---------------------------- |
| Albania                | Iljada Baci                  |
| Bỉ                     | Vanessa wanga                |
| Belarus                | Polli Cannabis               |
| Bosna và Hercegovina   | Eva Jovanovska               |
| Brazil                 | Thawany Aparecida De Faria   |
| Bulgaria               | Mihaela Toshinova            |
| Cameroon               | Esther Omoregie              |
| Canada                 | Arshdeep Purba               |
| Colombia               | Laura Viviana Rentería       |
| Cộng hòa Séc           | Nikola Kokyová               |
| Ai Cập                 | Shams Osama                  |
| Anh                    | Lesley Sandoval              |
| Estonia                | Eliise Randmaa               |
| Phần Lan               | Josefin Strand               |
| Pháp                   | Elise Jeanningros            |
| Ghana                  | Naomi Chioma Anene           |
| Hy Lạp                 | Andrianna Kagia              |
| Haiti                  | Merlie Fleurizard            |
| Ý                      | Nadia Carrieri               |
| Kazakhstan             | Azhar Zhumabekova            |
| Kosovo                 | Lorinda Kolgeci              |
| Latvia                 | Liene Leitane                |
| Montenegro             | Andrijana Nina Delibašić     |
| Nigeria                | Ebhodaghe Joy                |
| Bắc Macedonia          | Angela Jakimovska            |
| New Zealand            | Gazelle Garcia               |
| Paraguay               | Alissa van der Lei           |
| Peru                   | Nadya Marie Yurawecz         |
| Philippines            | Rowena Lucero Sasuluya       |
| Ba Lan                 | Wiktoria Wiśniewska          |
| Romania                | Andreea Ticala               |
| Nga                    | Angelina Gorbunova           |
| Serbia                 | Ana Brzanova                 |
| Siberia                | Evgeniya Matveeva            |
| Tây Ban Nha            | Anna Ferretti                |
| Nam Phi                | Chimonay Botha               |
| Thụy Điển              | Rebecka Enholm               |
| Tatarstan              | Miliausha Galimova           |
| Thổ Nhĩ Kỳ             | Duygu Çakmak                 |
| Ukraine                | Yuliia Rybchuk               |
| Hoa Kỳ                 | Stephanie Ellen Almeida      |
| Zimbabwe               | Paidamoyo Moreblessing Mangi |

## Chú ý

### Lần đầu tham gia
- Haiti

### Trở lại
- Lần cuối tham gia vào năm 2004:
  -  Zimbabwe
- Lần cuối tham gia vào năm 2010:
  -  Bỉ
- Lần cuối tham gia vào năm 2016:
  -  Cameroon
  -  Phần Lan
- Lần cuối tham gia vào năm 2017:
  -  Ghana
  -  Siberia
- Lần cuối tham gia vào năm 2018:
  -  Belarus
  -  Bosna và Hercegovina
  -  Anh
  -  Nigeria
  -  Thổ Nhĩ Kỳ

### Bỏ cuộc
- Úc
- Trung Quốc
- Crimea
- Cộng hòa Dominican
- Đức
- Ấn Độ
- Iran
- Jamaica
- Kyrgyzstan
- Latvia
- Mexico
- Nicaragua
- Bồ Đào Nha
- Scotland
- Senegal
- Slovenia
- Thái Lan
- Trinidad và Tobago
- Venezuela

## Các thí sinh tham dự cuộc thi sắc đẹp quốc tế khác
| Quốc gia/Vùng lãnh thổ | Thí sinh                 | Cuộc thi                                               | Đại diện      |
| ---------------------- | ------------------------ | ------------------------------------------------------ | ------------- |
| Albania                | Iljada Baci              | Miss Eco Teen International 2020 (Top 10)              | Albania       |
| Belarus                | Polli Cannabis           | Miss 7 Continents 2015                                 | Estonia       |
| Belarus                | Polli Cannabis           | Miss Tourism International 2016                        | Belarus       |
| Belarus                | Polli Cannabis           | Miss Asia Pacific International 2016                   | Belarus       |
| Belarus                | Polli Cannabis           | Miss All Nations 2016                                  | Litva         |
| Belarus                | Polli Cannabis           | Queen of Brilliancy International 2017                 | Belarus       |
| Belarus                | Polli Cannabis           | Miss Earth 2017                                        | Belarus       |
| Belarus                | Polli Cannabis           | Miss Multiverse 2018                                   | Belarus       |
| Belarus                | Polli Cannabis           | Miss United Continents 2019                            | Belarus       |
| Belarus                | Polli Cannabis           | Lady Universe 2019                                     | Belarus       |
| Belarus                | Polli Cannabis           | Miss Grand International 2020                          | Belarus       |
| Belarus                | Polli Cannabis           | Miss Elite 2021                                        | Belarus       |
| Belarus                | Polli Cannabis           | Miss Top Model Universe 2021 (Hoa hậu)                 | Belarus       |
| Belarus                | Polli Cannabis           | Miss Intercontinental 2021                             | Nga           |
| Bulgaria               | Mihaela Toshinova        | Miss Freedom of the World 2019 (Miss Queen of Freedom) | Bulgaria      |
| Canada                 | Arshdeep Purba           | Miss Tourism International 2020                        | Canada        |
| Colombia               | Laura Viviana Rentería   | Miss Europe International 2018                         | Latvia        |
| Estonia                | Eliise Randmaa           | Miss Grand International 2019                          | Estonia       |
| Estonia                | Eliise Randmaa           | Miss Earth 2021                                        | Estonia       |
| Haiti                  | Merlie Fleurizard        | World Miss University 2018                             | Haiti         |
| Haiti                  | Merlie Fleurizard        | Miss Panamerican Internacional 2018 (Top 8)            | Haiti         |
| Haiti                  | Merlie Fleurizard        | Miss Intercontinental 2019                             | Haiti         |
| Latvia                 | Liene Leitane            | Miss Aura International 2021 (Top 20)                  | Latvia        |
| Latvia                 | Liene Leitane            | Miss Earth 2021                                        | Latvia        |
| Latvia                 | Liene Leitane            | Miss Environment International 2022                    | Latvia        |
| Montenegro             | Andrijana Nina Delibašić | Miss Aura International 2021                           | Montenegro    |
| Montenegro             | Andrijana Nina Delibašić | Miss Earth 2021                                        | Montenegro    |
| Bắc Macedonia          | Angela Jakimovska        | Lady Universe 2018                                     | Bắc Macedonia |
| Bắc Macedonia          | Angela Jakimovska        | Miss Freedom of the World 2019                         | Bắc Macedonia |
| Bắc Macedonia          | Angela Jakimovska        | Miss Friendship International 2019                     | Bắc Macedonia |
| Bắc Macedonia          | Angela Jakimovska        | Miss Model of the World 2019 (Top 30)                  | Bắc Macedonia |
| Bắc Macedonia          | Angela Jakimovska        | Miss Summer World 2019 (Á hậu 3)                       | Bắc Macedonia |
| Bắc Macedonia          | Angela Jakimovska        | Miss Tourism Metropolitan International 2019 (Top 10)  | Bắc Macedonia |
| Bắc Macedonia          | Angela Jakimovska        | Super Model Universe 2019 (Á quân 2)                   | Bắc Macedonia |
| Bắc Macedonia          | Angela Jakimovska        | Miss Europa 2020                                       | Bắc Macedonia |
| Bắc Macedonia          | Angela Jakimovska        | Miss Cappadocia 2022                                   | Bắc Macedonia |
| Bắc Macedonia          | Angela Jakimovska        | Miss Aura International 2022                           | Bắc Macedonia |
| Bắc Macedonia          | Angela Jakimovska        | Miss Earth 2022                                        | Bắc Macedonia |
| Ba Lan                 | Wiktoria Wiśniewska      | Miss Tourism Metropolitan International 2019 (Top 10)  | Ba Lan        |
| Nga                    | Angelina Gorbunova       | Global Model of the World (Á hậu 1)                    | Nga           |
| Nga                    | Angelina Gorbunova       | Miss Global City 2019                                  | Saratov       |
| Nga                    | Angelina Gorbunova       | Miss Supranational 2021                                | Nga           |
| Serbia                 | Ana Brzanova             | Top Model of the World 2019                            | Bắc Macedonia |
| Serbia                 | Ana Brzanova             | Miss Eurasia 2021                                      | Serbia        |
| Serbia                 | Ana Brzanova             | Miss Earth 2021                                        | Bắc Macedonia |
| Serbia                 | Ana Brzanova             | Miss Aura International 2021                           | Bắc Macedonia |
| Serbia                 | Ana Brzanova             | Miss Europe 2022 (Top 10)                              | Bắc Macedonia |
| Thụy Điển              | Rebecka Enholm           | Miss Landscapes International 2018 (Top 7)             | Thụy Điển     |
| Tatarstan              | Miliausha Galimova       | Miss Aura International 2019                           | Tatarstan     |
| Ukraine                | Yuliia Rybchuk           | Miss Intercontinental 2018                             | Georgia       |
| Hoa Kỳ                 | Stephanie Ellen Almeida  | Miss Cosmopolitan World 2017 (Á hậu 3)                 | Hoa Kỳ        |
| Hoa Kỳ                 | Stephanie Ellen Almeida  | Top Model of the World 2017                            | Hoa Kỳ        |
| Hoa Kỳ                 | Stephanie Ellen Almeida  | Miss Elégance 2018                                     | Hoa Kỳ        |
| Hoa Kỳ                 | Stephanie Ellen Almeida  | Miss Tourism Metropolitan International 2019 (Á hậu 2) | Hoa Kỳ        |
| Hoa Kỳ                 | Stephanie Ellen Almeida  | Miss Aura International 2020                           | Hoa Kỳ        |